# Robotzsaru (televíziós sorozat, 1988)
A Robotzsaru (eredeti cím: RoboCop) 1988-ban bemutatott amerikai televíziós rajzfilmsorozat. A műsor alkotói Edward Neumeier és Michael Miner, a történet pedig az 1987-es film után folytatva a címszereplő kalandjait. A szereplők eredeti hangjait többek közt Robert Bockstael, Barbara Budd, Len Carlson, Rex Hagon és Dan Hennessey adták.
A sorozatot az Amerikai Egyesült Államokban szindikált sugárzásban vetítették 1988. október 1. és december 17. között, a Marvel Action Universe műsorblokk részeként. Később, 2004. augusztus 30-án a Jetix forgalmazásában DVD-n is kiadták, először az első öt részt. Magyarországon VHS-en adták ki.

## Cselekmény
A történet az első film után folytatódik. A sztori főhőse Alex Murphy detroiti rendőrtiszt, akit egy halálos összetűzés után az OCP nevű szervezet mérnökei egy félig ember, félig gép rendfenntartó erővé, a Robotzsaruvá változtatnak. Muprhy új testében folytatja a szolgálatot régi társa, Anne Lewis mellett, miközben próbál hasznosnak maradni az OCP vezetője, az "Öreg" szemében.

## Szereplők
| Szerep                      | Színész              | Magyar hang       |
| --------------------------- | -------------------- | ----------------- |
| Alex J. Murphy / Robotzsaru | Robert Bockstael     | Tarján Péter      |
| Dr. McNamara                | Robert Bockstael     |                   |
| Anne Lewis                  | Susan Roman          | Farkasinszky Edit |
| K.R.U.D. menedzser          | Harvey Atkin         |                   |
| Dr. Tyler                   | Barbara Budd         |                   |
| Clarence Boddicker          | Len Carlson          |                   |
| Casey Wong                  | Len Carlson          |                   |
| Cinkes                      | Len Carlson          | Kránitz Lajos     |
| Ace Jackson                 | Len Carlson          |                   |
| Narrátor                    | Len Carlson          |                   |
| Az öreg                     | Allen Stewart-Coates | Tolnai Miklós     |
| ED-260                      | Allen Stewart-Coates |                   |
| Roger Hedgecock             | Rex Hagon            |                   |
| Edwards                     | Dan Hennessey        |                   |
| Wheels Wilson               | Ron James            |                   |
| Birdman Barnes              | Gordon Masten        |                   |
| Joe Cox                     | Gordon Masten        |                   |
| Reed                        | Greg Morton          |                   |
| Dr. Roosevelt               | Greg Morton          |                   |
| Cecil                       | Chris Ward           |                   |
| Ralph                       | Chris Ward           |                   |

## Epizódok
| #  | Magyar cím      | Eredeti cím              |
| -- | --------------- | ------------------------ |
|    |                 |                          |
| 01 | Bűnözési hullám | Crime Wave               |
|    |                 |                          |
| 02 | A cinkes        | The Scrambler            |
|    |                 |                          |
| 03 |                 | Project Deathspore       |
|    |                 |                          |
| 04 |                 | The Brotherhood          |
|    |                 |                          |
| 05 | A vasköpenyes   | The Man in the Iron Suit |
|    |                 |                          |
| 06 |                 | The Hot Seat             |
|    |                 |                          |
| 07 |                 | No News Is Good News     |
|    |                 |                          |
| 08 |                 | Night of the Archer      |
|    |                 |                          |
| 09 |                 | Rumble in Old Detroit    |
|    |                 |                          |
| 10 |                 | A Robot's Revenge        |
|    |                 |                          |
| 11 |                 | Into the Wilderness      |
|    |                 |                          |
| 12 |                 | Menace of the Mind       |
|    |                 |                          |